# Instrument of Accession

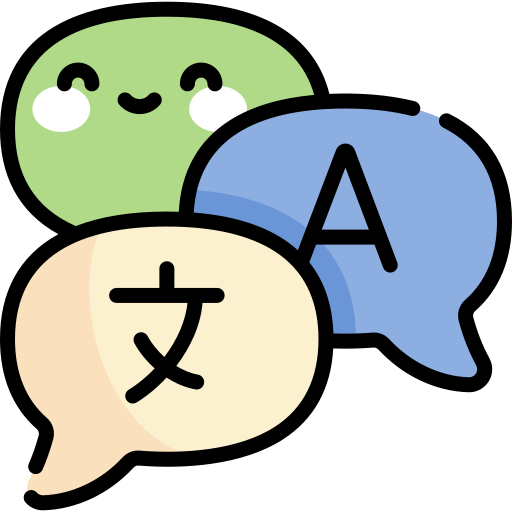

L'Instrument of Accession ("strumento di accesso") è un documento legale introdotto dal governo indiano per la prima volta nel 1935 e utilizzato poi effettivamente a partire dal 1947 per permettere a ciascuno stato principesco indiano sotto la sovranità inglese di unirsi al Dominion dell'India o al Dominion del Pakistan dopo la suddivisione dell'India britannica.
Questi documenti, sottoscritti dai rispettivi capi di stato, permettevano l'accesso dello stato al dominion dell'India o del Pakistan e la remissione di tre dei poteri principali dello stato: difesa, affari esteri e comunicazioni.

## Antefatto
Nell'India britannica coesistevano 565 stati principeschi indipendenti. Questi non erano propriamente parte dell'India britannica, non essendo mai divenuti possedimenti della Corona, ma erano in alleanza sussidiaria con il Regno Unito.
Il Government of India Act 1935 introdusse il concetto di Instrument of Accession, secondo il quale un principe di uno stato sovrano poteva consentire al proprio regno di accedere alla federazione indiana. Al concetto di federazione, inizialmente, si opposero molti principi indiani, ma vennero convinti con l'inizio della seconda guerra mondiale.
Nel 1947 gli inglesi definirono il loro piano per rendere l'indipendenza all'India e si pose da subito il problema del futuro dei principati locali, dal momento che questi non potevano essere divisi dagli inglesi nei nuovi stati di India e Pakistan. L'Indian Independence Act 1947 semplicemente indicava che con tale atto la sovranità della Corona britannica sugli stati principeschi aveva termine il 15 agosto 1947, il che avrebbe lasciato gli stati principeschi completamente indipendenti, anche se molti di loro dipendevano dal governo indiano in materia di difesa, finanze e altre infrastrutture. Con l'indipendenza ogni sovrano locale avrebbe deciso quindi se accedere all'India o al Pakistan.

## Accesso degli stati nei nuovi Dominion
L'Instrument of Accession aveva valore effettivo solo se siglato personalmente a mano dal sovrano dello stato principesco e se accettato poi dal governo indiano o pakistano.